# Bahnstrecke Zeitz–Altenburg
| Ausschnitt aus der Streckenkarte Sachsens 1902 |                                    |                                              |                                              |
| Streckennummer: | 6814; sä. ZA                       |                                              |                                              |
| Kursbuchstrecke (DB): | 553 (1993)                         |                                              |                                              |
| Kursbuchstrecke: | 145g (1934) 173a (1946) 507 (1968) |                                              |                                              |
| Streckenlänge: | 25,13 km                           |                                              |                                              |
| Spurweite: | 1435 mm (Normalspur)               |                                              |                                              |
| Streckenklasse: | CM4                                |                                              |                                              |
| Maximale Neigung: | 13 ‰                               |                                              |                                              |
| Minimaler Radius: | 300 m                              |                                              |                                              |
| Streckengeschwindigkeit: | 50 km/h                            |                                              |                                              |
| |                                    |                                              |                                              |
| \| \| \| von Camburg und Probstzella \| \| \| \| −0,135 \| Zeitz \| 157 m \| \| \| \| nach Weißenfels \| \| \| \| \| nach Leipzig-Leutzsch \| \| \| \| \| Infrastrukturgrenze DB Netz / BRE \| \| \| \| \| Flutbrücke Weiße Elster \| \| \| \| \| Weiße Elster \| \| \| \| \| von Zeitz Gbf \| \| \| \| \| Anschluss Tröglitz Werkbf \| \| \| \| 3,680 \| Tröglitz früher Techwitz \| 158 m \| \| \| 4,411 4,400 \| Kilometersprung +0,011 km \| Kilometersprung +0,011 km \| \| \| 6,447 \| Rehmsdorf \| 185 m \| \| \| 9,092 \| Wuitz-Mumsdorf \| 184 m \| \| \| \| Schmalspurbahn nach Gera-Pforten \| \| \| \| \| Sachsen-Anhalt – Thüringen \| \| \| \| \| von Spora \| \| \| \| \| Anschlussbahn Phönix \| \| \| \| 12,196 \| Meuselwitz \| 184 m \| \| \| \| nach Regis-Breitingen (Schmalspur), \| \| \| \| \| früher Regelspur nach Markkleeberg-Gaschwitz \| \| \| \| \| nach Ronneburg \| \| \| \| 14,8 \| Anschluss Kriebitzsch \| Anschluss Kriebitzsch \| \| \| 14,860 \| Kriebitzsch Kohlenbf \| 210 m \| \| \| 15,753 \| Kriebitzsch \| 200 m \| \| \| 16,106 16,100 \| Kilometersprung +0,006 km \| Kilometersprung +0,006 km \| \| \| 18,529 \| Rositz \| 180 m \| \| \| 19,626 \| Rositz Teerverarbeitungswerk \| 180 m \| \| \| 21,082 \| Molbitz (seit 1899) \| 170 m \| \| \| 21,307 21,300 \| Kilometersprung +0,007 km \| Kilometersprung +0,007 km \| \| \| 21,525 \| Obermolbitz (bis 1899) \| 172 m \| \| \| 21,900 \| Abzw Ab \| Abzw Ab \| \| \| 22,350 \| Altenburg Nord \| 170 m \| \| \| 23,765 \| Altenburg-Rasephas \| 175 m \| \| \| \| Infrastrukturgrenze BRE / DB Netz \| \| \| \| \| von Leipzig Bayer Bf \| \| \| \| 25,220 \| Altenburg \| 180 m \| \| \| \| nach Hof Hbf \| \| |                                    |                                              |                                              |
| Strecke |                                    | von Camburg und Probstzella                  | von Camburg und Probstzella                  |
| Bahnhof | −0,135                             | Zeitz                                        | 157 m                                        |
| Abzweig geradeaus und nach links |                                    | nach Weißenfels                              | nach Weißenfels                              |
| Abzweig geradeaus und nach links |                                    | nach Leipzig-Leutzsch                        | nach Leipzig-Leutzsch                        |
| Wechsel des Eisenbahninfrastrukturunternehmens |                                    | Infrastrukturgrenze DB Netz / BRE            | Infrastrukturgrenze DB Netz / BRE            |
| Brücke |                                    | Flutbrücke Weiße Elster                      | Flutbrücke Weiße Elster                      |
| Brücke über Wasserlauf |                                    | Weiße Elster                                 | Weiße Elster                                 |
| Abzweig geradeaus und ehemals von links |                                    | von Zeitz Gbf                                | von Zeitz Gbf                                |
| Abzweig geradeaus und nach links |                                    | Anschluss Tröglitz Werkbf                    | Anschluss Tröglitz Werkbf                    |
| Dienststation / Betriebs- oder Güterbahnhof | 3,680                              | Tröglitz früher Techwitz                     | 158 m                                        |
| Kilometer-Wechsel | 4,411 4,400                        | Kilometersprung +0,011 km                    | Kilometersprung +0,011 km                    |
| ehemaliger Bahnhof | 6,447                              | Rehmsdorf                                    | 185 m                                        |
| ehemaliger Bahnhof | 9,092                              | Wuitz-Mumsdorf                               | 184 m                                        |
| Abzweig geradeaus und ehemals nach rechts |                                    | Schmalspurbahn nach Gera-Pforten             | Schmalspurbahn nach Gera-Pforten             |
| Grenze |                                    | Sachsen-Anhalt – Thüringen                   | Sachsen-Anhalt – Thüringen                   |
| Abzweig geradeaus und ehemals von rechts |                                    | von Spora                                    | von Spora                                    |
| Abzweig geradeaus und von links |                                    | Anschlussbahn Phönix                         | Anschlussbahn Phönix                         |
| Dienststation / Betriebs- oder Güterbahnhof | 12,196                             | Meuselwitz                                   | 184 m                                        |
| Abzweig geradeaus und nach links |                                    | nach Regis-Breitingen (Schmalspur),          | nach Regis-Breitingen (Schmalspur),          |
| Strecke |                                    | früher Regelspur nach Markkleeberg-Gaschwitz | früher Regelspur nach Markkleeberg-Gaschwitz |
| Abzweig geradeaus und ehemals nach rechts |                                    | nach Ronneburg                               | nach Ronneburg                               |
| Abzweig geradeaus und ehemals nach links | 14,8                               | Anschluss Kriebitzsch                        | Anschluss Kriebitzsch                        |
| ehemaliger Dienststation / Betriebs- oder Güterbahnhof | 14,860                             | Kriebitzsch Kohlenbf                         | 210 m                                        |
| ehemaliger Haltepunkt / Haltestelle | 15,753                             | Kriebitzsch                                  | 200 m                                        |
| Kilometer-Wechsel | 16,106 16,100                      | Kilometersprung +0,006 km                    | Kilometersprung +0,006 km                    |
| ehemaliger Bahnhof | 18,529                             | Rositz                                       | 180 m                                        |
| ehemaliger Haltepunkt / Haltestelle | 19,626                             | Rositz Teerverarbeitungswerk                 | 180 m                                        |
| ehemaliger Haltepunkt / Haltestelle | 21,082                             | Molbitz (seit 1899)                          | 170 m                                        |
| Kilometer-Wechsel | 21,307 21,300                      | Kilometersprung +0,007 km                    | Kilometersprung +0,007 km                    |
| ehemaliger Haltepunkt / Haltestelle | 21,525                             | Obermolbitz (bis 1899)                       | 172 m                                        |
| ehemalige Blockstelle | 21,900                             | Abzw Ab                                      | Abzw Ab                                      |
| ehemaliger Haltepunkt / Haltestelle | 22,350                             | Altenburg Nord                               | 170 m                                        |
| ehemaliger Haltepunkt / Haltestelle | 23,765                             | Altenburg-Rasephas                           | 175 m                                        |
| Wechsel des Eisenbahninfrastrukturunternehmens |                                    | Infrastrukturgrenze BRE / DB Netz            | Infrastrukturgrenze BRE / DB Netz            |
| Abzweig geradeaus und von links |                                    | von Leipzig Bayer Bf                         | von Leipzig Bayer Bf                         |
| Bahnhof | 25,220                             | Altenburg                                    | 180 m                                        |
| Strecke |                                    | nach Hof Hbf                                 | nach Hof Hbf                                 |

Die Bahnstrecke Zeitz–Altenburg ist eine Nebenbahn in Sachsen-Anhalt und Thüringen, die in den 1870er Jahren von der privaten Altenburg-Zeitzer Eisenbahngesellschaft erbaut wurde. Sie verläuft von Zeitz über Meuselwitz nach Altenburg.

## Geschichte
Am 19. Juni 1872 wurde die Strecke eröffnet, deren Hauptzweck im Transport von Braunkohle aus 18 Gruben im Raum Meuselwitz-Rositz bestand. Die Königlich-Sächsischen Staatseisenbahnen führten den Betrieb. Der übrige Güterverkehr und die Personenbeförderung waren von untergeordneter Bedeutung. Nachdem der sächsische Staat die Altenburg-Zeitzer Eisenbahn-Gesellschaft verstaatlicht hatte, wurde die Strecke am 1. Januar 1896 Eigentum der Kgl.-Sächs. Staatseisenbahnen, obwohl die Strecke gar nicht in Sachsen, sondern in der preußischen Provinz Sachsen (Zeitz) und in Sachsen-Altenburg lag.
Wegen des stetig zunehmenden Güterverkehrs war in den 1930er Jahren die Verlegung eines zweiten Gleises geplant, was wegen des Krieges nicht vollendet werden konnte. Nach Kriegsende 1945 ließ die sowjetische Besatzungsmacht die bereits verlegten Abschnitte des zweiten Gleises als Reparationsleistung abbauen und das Material abtransportieren.
Am 1. November 1946 kam es auf dem Bahnhof Tröglitz, der auch zum Rangieren von Kesselwagen vom Hydrierwerk Zeitz genutzt wurde, zu einem schweren Eisenbahnunfall. Ein Zug mit Umsiedlern aus dem Sudetenland, versehentlich auf ein Stumpfgleis geleitet, überfuhr den Prellbock und entgleiste. 30 Menschen starben, 23 weitere wurden verletzt.
Zwischen 1920 und 1993 war die Deutsche Reichsbahn Besitzer und Betreiber der Strecke. Infolge der deutschen Wiedervereinigung wurde die Deutsche Bahn AG Eigentümer. Weil zugleich die Braunkohleförderung weitestgehend minimiert wurde, gab die Bahnverwaltung in den 1990er Jahren zunächst den durchgehenden Güterverkehr auf. Der Personenverkehr zwischen Zeitz und Meuselwitz ruht seit dem 28. September 2002, zwischen Meuselwitz und Altenburg seit dem 14. Dezember des gleichen Jahres, der Betrieb war nicht mehr ökonomisch sinnvoll: Zuletzt wies die Strecke durchschnittlich 126 Fahrgäste am Tag auf. Fünf Jahre danach wurde dann am 15. Dezember 2007 der Abschnitt Altenburg–Meuselwitz stillgelegt. Es verblieb der Abschnitt von Zeitz bis Kriebitzsch, der seit 2003 vom Unternehmen Contamex intensiv genutzt wird. Ab Kriebitzsch und einschließlich der Bahnhöfe Rositz sowie Altenburg Gbf ist die Strecke an die Waggonbau Altenburg GmbH zur Wagenabstellung verpachtet.
Anfang 2010 schrieb DB Netz die Strecke Zeitz–Meuselwitz und das Bahnhofsgleis Meuselwitz–Anschlussstelle Kriebitzsch zur Übernahme durch andere Eisenbahninfrastrukturunternehmen (EIU) aus. Da sich kein Interessent meldete, stellte DB Netz Anfang 2011 beim Eisenbahn-Bundesamt einen Stilllegungsantrag, der jedoch kurz vor Fristablauf wieder zurückgezogen wurde. Es folgte eine erneute Ausschreibung der Strecke zur Übernahme. Der Vergleich beider Ausschreibungen zeigt, dass die in der ersten Ausschreibung für die Jahre 2010 und 2011 genannten Investitionen nun größtenteils herausgenommen wurden. Wieder fand sich kein Käufer.
Das Eisenbahn-Bundesamt genehmigte am 12. Dezember 2012 die Stilllegung des Abschnittes Tröglitz–Meuselwitz. Der Kohleverkehr zum Mitte 2013 stillzulegenden Kraftwerk Mumsdorf konnte noch bis zum 31. Januar 2013 weitergeführt werden. Die tatsächliche Betriebseinstellung erfolgte somit zum 1. Februar 2013. Den verbliebenen Streckenabschnitt Zeitz–Tröglitz verpachtete die DB Netz an die Deutsche Regionaleisenbahn (DRE)-Tochter Bayerische Regionaleisenbahn (BRE), die den Betrieb zum 12. April 2013 übernahm. Die Bedienung des Chemie- und Industrieparks Zeitz war dadurch zunächst sichergestellt.

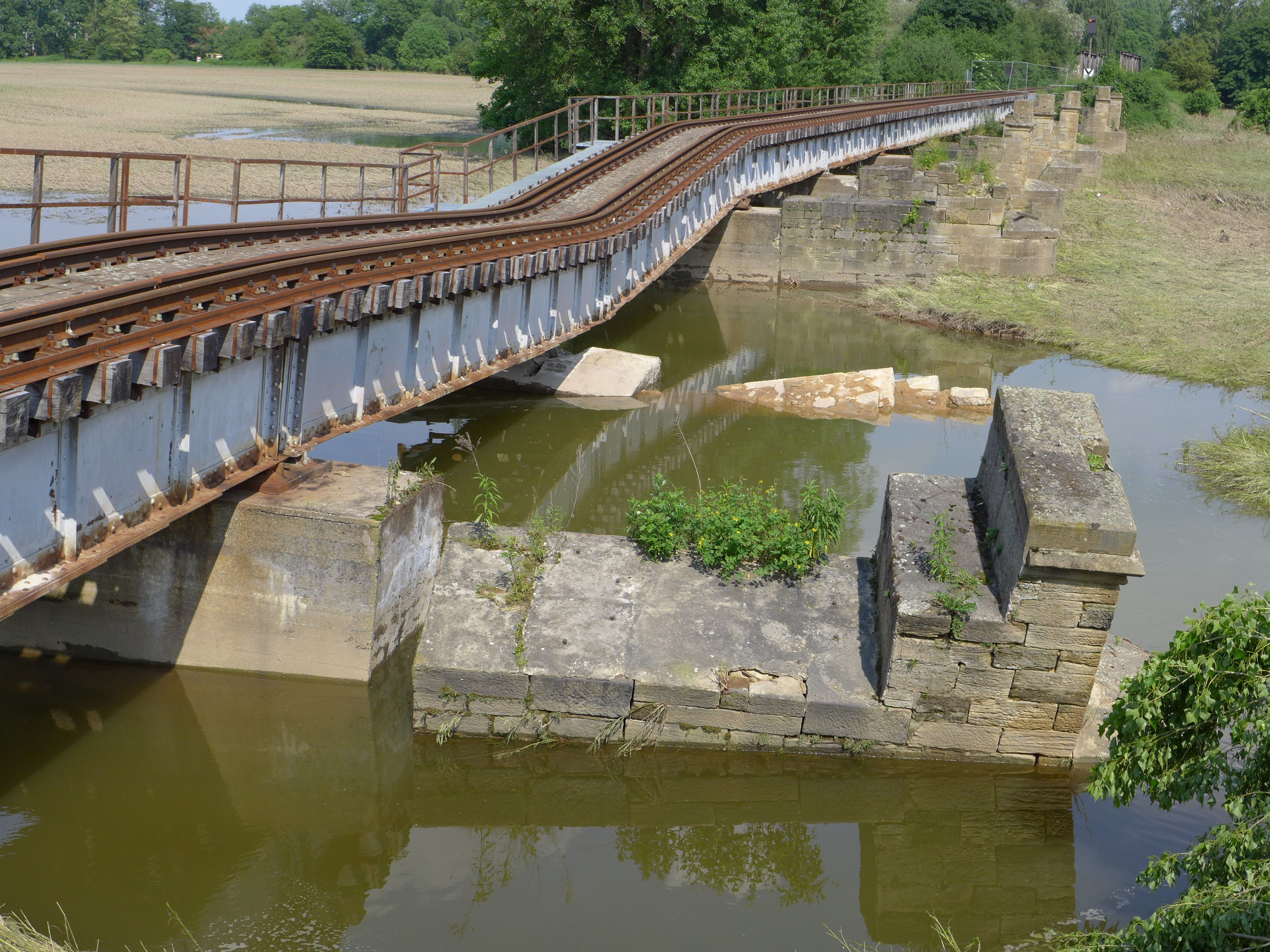
Vom Hochwasser zerstörte Flutbrücke bei Tröglitz

Ein neues Problem entstand durch das Hochwasser 2013, das am 5. Juni zwei Pfeiler der Flutbrücke über die Aue der Weißen Elster beschädigte. Dadurch konnte die Strecke Zeitz–Tröglitz nicht mehr befahren werden. Um den Güterverkehr der drei Unternehmen im Chemie- und Industriepark Zeitz weiter zu ermöglichen, übernahm die BRE den bereits stillgelegten Streckenabschnitt Tröglitz–Meuselwitz von DB Netz. Somit konnte dieser Abschnitt nach einer Instandsetzung wieder als Bahnhofsnebengleis in Betrieb genommen werden. Am 28. Juni 2013 erreichte der erste Güterzug nach dem Hochwasser den Chemie- und Industriepark Zeitz aus Richtung Altenburg.
Um die beschädigte Flutbrücke reparieren zu können, stellte die BRE einen Antrag auf Förderung aus dem Aufbauhilfeprogramm Hochwasser 2013 des Landes Sachsen-Anhalt. Daraufhin erhielt das Unternehmen im November 2014 einen bis Ende August 2017 befristeten Bewilligungsbescheid über einen 100-prozentigen Zuschuss. Es konnte jedoch nicht sofort mit den Arbeiten begonnen werden, weil zunächst das im November 2017 eingeleitete Planverzichtsverfahren, mit dem ein aufwändiges Planfeststellungsverfahren vermieden wurde, abgeschlossen und die dafür notwendigen Zustimmungen der betroffenen Grundstückseigentümer zur Flächeninanspruchnahme erteilt werden mussten. Nach Abschluss dieses Verfahrens erfolgte schließlich Mitte Dezember 2018 die Ausschreibung zur Erneuerung der Eisenbahnüberführung Elsterflutbrücke. Diese bestand im Wesentlichen darin, dass die ersten beiden von insgesamt acht Pfeilern neu gebaut wurden und der dritte Pfeiler eine neue Umspundung erhalten hat. Die zwischen diesen befindlichen Stahlüberbauten wurden ersetzt. Die Fertigstellung erfolgte Mitte 2020. Aufgrund der Klärung sicherungstechnischer Fragen mit DB Netz hinsichtlich der Einbindung der Strecke in den Bahnhof Zeitz konnte die Verbindung erst am 1. März 2021 wieder eröffnet werden.

## Streckenbeschreibung

### Verlauf
Die Strecke zweigt am Ende des Zeitzer Personenbahnhofes auf Höhe des früheren Bahnbetriebswerkes nach Nordosten ab und führt nach etwa zwei Kilometern über die Flutbrücke und die anschließende Stahlgitterbrücke der Weißen Elster. An der Bahnhofseinfahrt von Tröglitz mündet aus Richtung Nordwesten das Gleis der stillgelegten Güterzugstrecke vom Güterbahnhof Zeitz über den Abzweig Zangenberg ein, um unmittelbar darauf wieder zum Werkbahnhof Tröglitz wegzuführen. Ab hier ist die Strecke bis Altenburg noch in Betrieb. Zwischen Rehmsdorf und Meuselwitz wird Waldgebiet um das geflutete Tagebaurestloch Zipsendorf durchquert, danach folgt die Landesgrenze zu Thüringen. Am Stadtrand von Meuselwitz wird die Bundesstraße 180 gekreuzt und danach zweigt nach Nordwesten das ehemalige Anschlussgleis zum stillgelegten Kraftwerk Mumsdorf ab. Im Bahnhof Meuselwitz trifft die Strecke auf das Gelände der museal betriebenen Bahnstrecke Regis-Breitingen–Meuselwitz. Von dort führt sie weiter Richtung Osten und verbindet die Ortschaften Kriebitzsch, Rositz und Molbitz mit dem Endbahnhof Altenburg. Die umfangreichen Gleisanlagen des ehemaligen Güterbahnhofes Altenburg-Nord und des Bahnhofes Rositz werden fast vollständig zur Waggonabstellung genutzt.

### Betriebsstellen
Zeitz ⊙

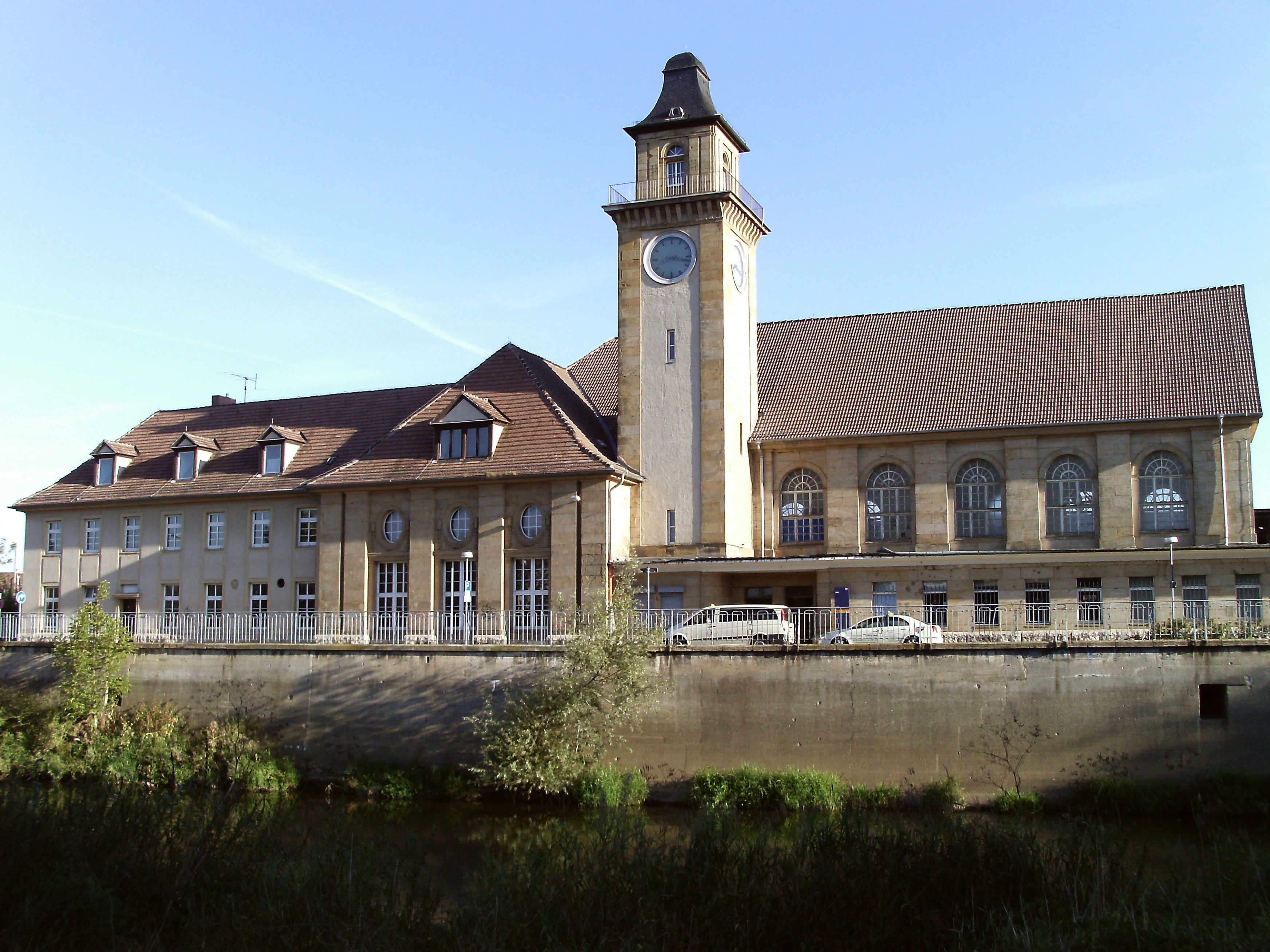
Bahnhof Zeitz, Empfangsgebäude

Der Bahnhof Zeitz wurde am 9. Februar 1859 als Zeitz Pbf zusammen mit der Bahnstrecke Weißenfels–Zeitz eröffnet. Gleichzeitig ging auch der Abschnitt Zeitz–Gera der Bahnstrecke Leipzig–Probstzella in Betrieb. Mit der Eröffnung des nördlichen Abschnitts der Bahnstrecke Leipzig–Probstzella erhielt Zeitz am 20. Oktober 1873 einen Bahnanschluss nach Leipzig.
Am 19. Juni 1872 erhielt Zeitz mit dem Bahnhof Zeitz Sächs. Stb. eine weitere Station. Sie war der Ausgangspunkt der Bahnstrecke Zeitz–Altenburg und wurde von den Königlich Sächsischen Staatseisenbahnen betrieben. Am 31. Mai 1913 wurde diese Station geschlossen. Einen Tag später wurde am 1. Juni 1913 nördlich des Personenbahnhofs der dem Güterverkehr dienende Güterbahnhof Zeitz Gbf unter preußischer Verwaltung eröffnet. Am 1. Dezember 1913 wurde die Bahnstrecke Tröglitz–Zeitz als Verbindungsbahn für den Güterverkehr in Richtung Altenburg eröffnet. Sie war bis zum 30. September 2009 in Betrieb.
Die im Jahr 1897 eröffnete Bahnstrecke Zeitz–Camburg endete aufgrund der großen Auslastung der Gleise im Zeitzer Bahnhof bis 1914 im separaten
„Camburger Bahnhof“. Diese auch Thüringischer Bahnhof genannte Station lag neben dem heutigen Empfangsgebäude. Nach dessen Fertigstellung 1912 wurde der alte Bahnhof abgerissen. Im April 1914 wurden die Bahnanlagen in Zeitz komplett neu gestaltet. Dabei wurde ein gemeinsamer Bahnhof eingerichtet. Das Stammgleis der Strecke Zeitz–Altenburg ist seitdem das Gleis 4.
Der Personenverkehr auf der Bahnstrecke nach Camburg wurde im Jahr 1999 eingestellt. Im Jahr 2000 wurde die Bahnstrecke stillgelegt. Der Personenverkehr auf dem Abschnitt Zeitz–Meuselwitz der Bahnstrecke nach Altenburg wurde am 28. September 2002 eingestellt, die Bahnstrecke ist bis Tröglitz seit dem 12. Dezember 2012 ein Anschlussgleis für den Chemie- und Industriepark Zeitz.
Das denkmalgeschützte Empfangsgebäude gehört seit Anfang Januar 2016 der Stadt Zeitz.
Tröglitz ⊙

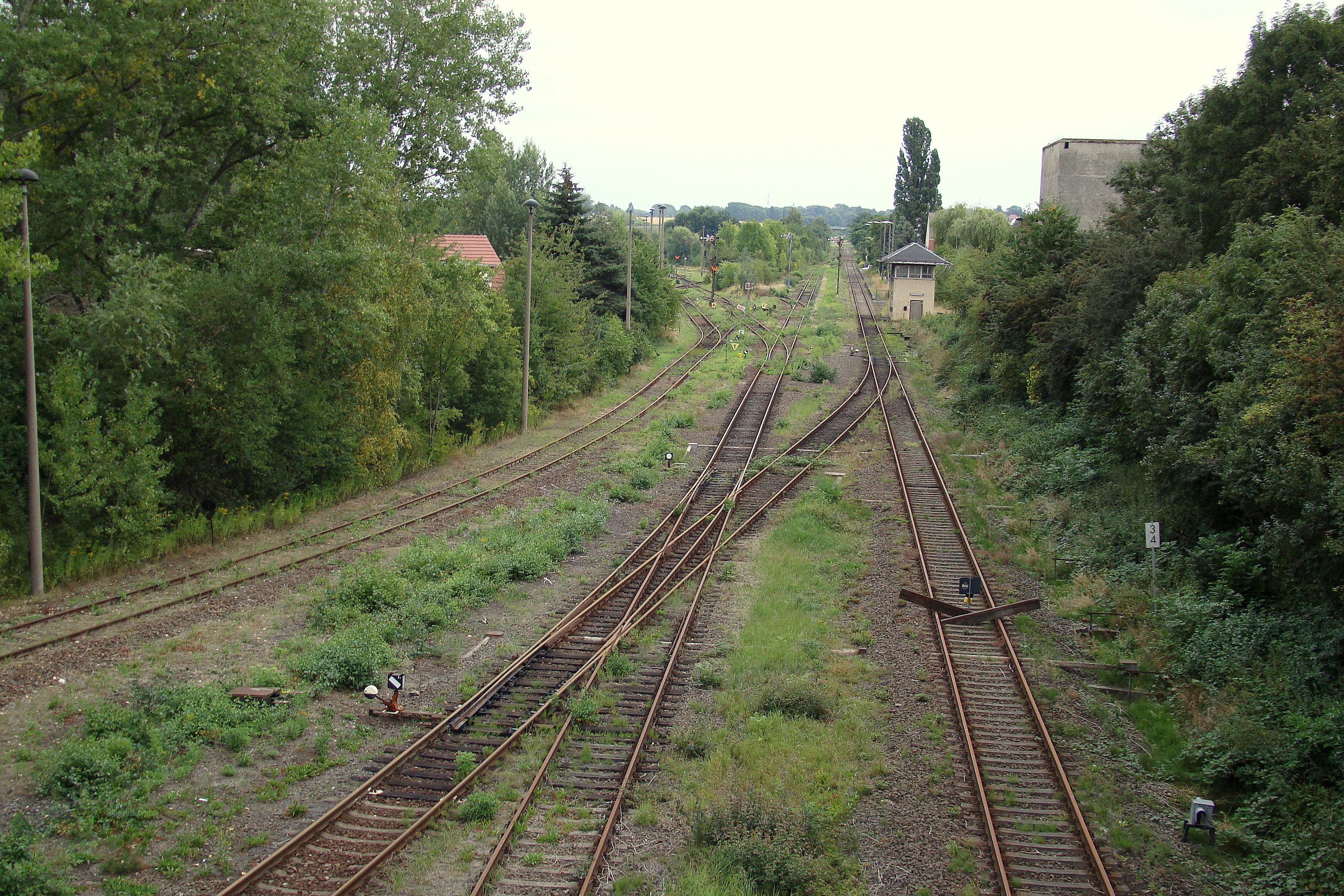
Bahnhof Tröglitz mit Abzweig Zangenberg und zum Werkbahnhof Tröglitz

Der Bahnhof Tröglitz wurde am 1. Oktober 1895 als Haltepunkt Techwitz eröffnet und 1913 zum Bahnhof gewidmet. Am 1. Juli 1943 erfolgte die Umbenennung in Tröglitz. Das Empfangsgebäude entstand im Jahr 1938/39 anstelle eines Vorgängerbaus. Die Stellwerke wurden zwischen 1940 und 2013 genutzt. In der Station zweigte das Gleis über Tröglitz Werkbf zum Kohlekraftwerk Mumsdorf ab. Ebenso war der Bahnhof zwischen 1913 und 2009 Ausgangspunkt der Bahnstrecke Tröglitz–Zeitz. Am 29. September 2002 wurde die Station außer Betrieb genommen.
Rehmsdorf ⊙

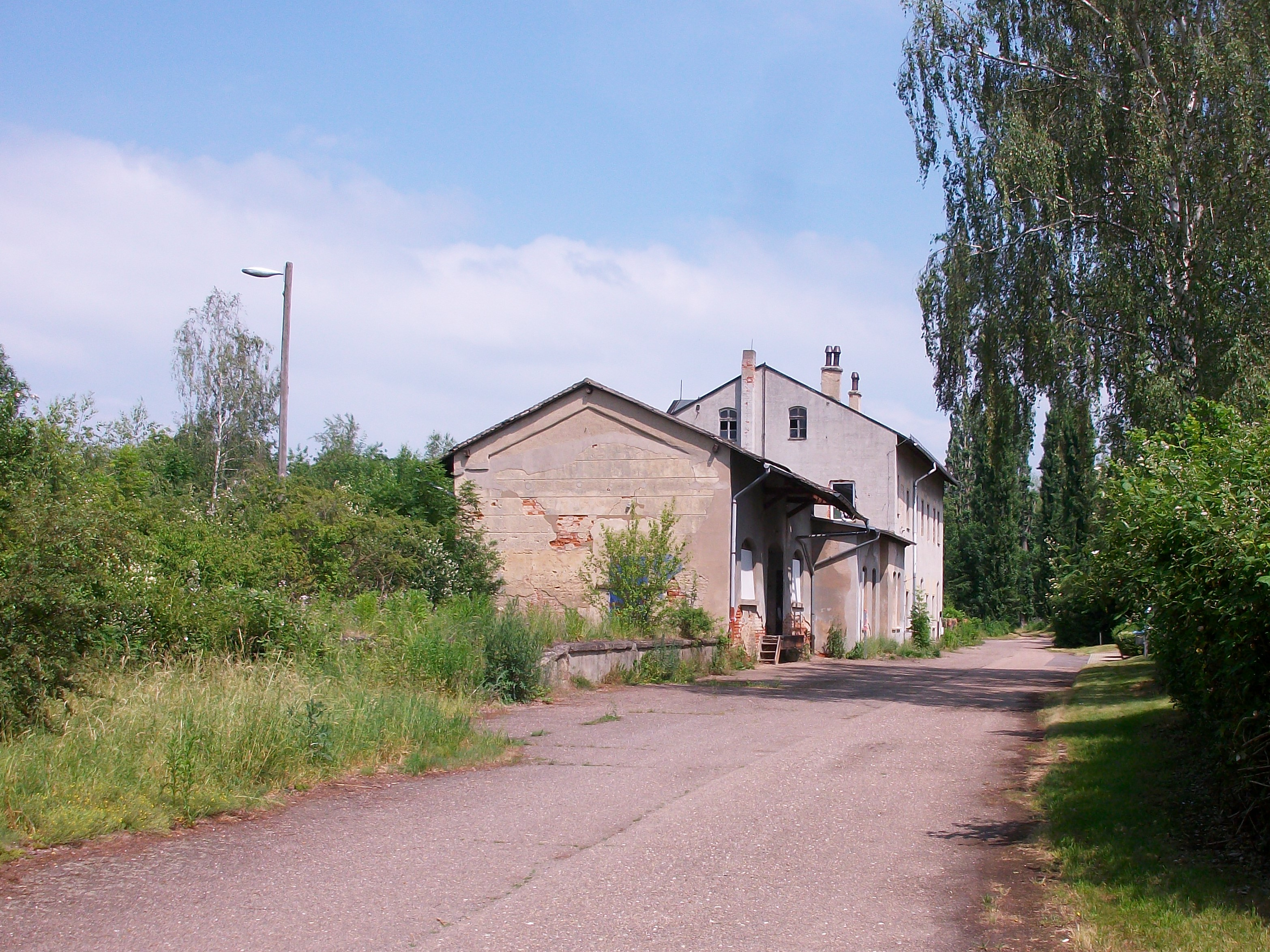
Bahnhof Rehmsdorf, Empfangsgebäude (2019)

Der Bahnhof Rehmsdorf wurde am 19. Juni 1872 als Haltestelle eröffnet. Im Jahr 1905 erfolgte die Hochstufung zum Bahnhof. Das Empfangsgebäude ist bis heute erhalten, ebenso die Stellwerke, die zwischen 1941 und 1996 in Betrieb waren. Am 29. September 2002 wurde die Station außer Betrieb genommen.
Wuitz-Mumsdorf ⊙
Der Bahnhof Wuitz-Mumsdorf wurde am 15. Juli 1872 kurz nach Eröffnung der Bahnstrecke Zeitz–Altenburg als Haltepunkt in Betrieb genommen. Mit der Inbetriebnahme der schmalspurigen Bahnstrecke Gera-Pforten–Wuitz-Mumsdorf wurde der nunmehrige Spurwechselbahnhof im Jahr 1901 zur Haltestelle und 1905 zum Bahnhof gewidmet. Das Empfangsgebäude wurde im Jahr 1901 errichtet. Im Jahr 1925 erhielt die Station ein Stellwerk. Der Bahnhof lag zwischen dem zu Sachsen-Altenburg bzw. zu Thüringen gehörigen Mumsdorf im Norden und dem preußischen Wuitz im Süden. Dem durch den Braunkohleabbau des Tagebaus Zipsendorf-Süd bedingten Abbruch des Orts Wuitz in den Jahren 1954 bis 1956 überlebte einzig der in der Wuitzer Ortsflur liegende Bahnhof Wuitz-Mumsdorf. Mit der Stilllegung der schmalspurigen Bahnstrecke nach Gera-Pforten wurde die Station im Jahr 1969 zum Haltepunkt zurückgestuft. Am 29. September 2002 wurde die Station außer Betrieb genommen. Alle Hochbauten, wie die massive Wartehalle, wurden abgerissen.
Meuselwitz ⊙

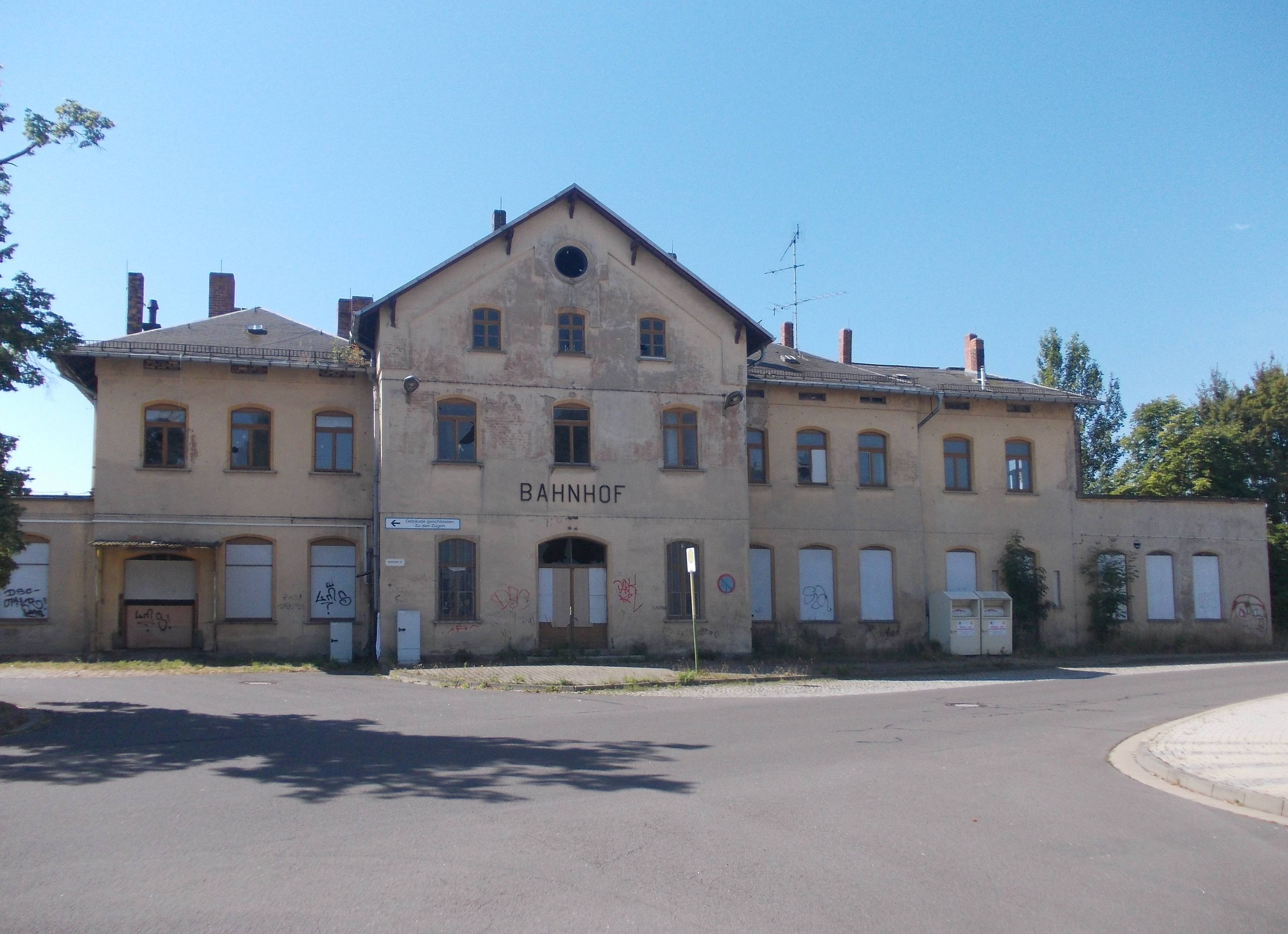
Bahnhof Meuselwitz

Der Bahnhof Meuselwitz wurde am 19. Juni 1872 gemeinsam mit der Bahnstrecke Zeitz–Altenburg eröffnet. Am 7. September 1874 wurde die Bahnstrecke nach Leipzig (Meuselwitz–Gaschwitz) und am 17. Oktober 1887 die Bahnstrecke Meuselwitz–Ronneburg eröffnet. Seit Juni 1942 führte die Bahnstrecke Regis-Breitingen–Meuselwitz durch das nördliche Meuselwitz-Altenburger Braunkohlerevier. Der Bahnhof Meuselwitz trug folgende Namen:
- bis 1929: Meuselwitz
- bis 1953: Meuselwitz (Thür)
- seit 1953: Meuselwitz

Aufgrund des Braunkohleabbaus wurde der Abschnitt Meuselwitz–Großröda der Bahnstrecke Meuselwitz–Ronneburg im Jahr 1965 stillgelegt. Durch den Aufschluss der Tagebaue Zwenkau und Groitzscher Dreieck wurde die Bahnstrecke nach Leipzig in den 1970er Jahren zwischen Lucka und Groitzsch unterbrochen und abgetragen. Danach wurde die Strecke bis Lucka bis zum 23. Mai 1993 für den Güterverkehr genutzt.
Ende 2002 wurde der Personenverkehr zwischen Altenburg und Zeitz eingestellt. Auf dem Teilstück Zeitz (Profen)–Meuselwitz verkehrten bis 2013 noch Kohlezüge zur Versorgung des Kraftwerkes in Mumsdorf und vereinzelte Züge zur Schotterrecyclinganlage Kriebitzsch.
Die Bahnstrecke Regis-Breitingen–Meuselwitz ist somit die letzte Bahnstrecke in Meuselwitz, auf der Bahnverkehr stattfindet. Sie wird im Museumsbetrieb befahren. Der Bahnhof Meuselwitz wurde zum Kulturbahnhof ausgebaut. Das stattliche Empfangsgebäude und ein durch die Kohlebahn genutzter Lokschuppen sind bis heute erhalten. Der Bahnshofsteil, in dem die Züge der Bahnstrecke Gaschwitz–Meuselwitz über Groitzsch hielten, wurde im Jahr 2009 durch die Kohlebahn auf eine Spurweite von 900 mm umgespurt.
Kriebitzsch Kohlenbf ⊙
Kriebitzsch Kohlenbf wurde am 15. Oktober 1880 als Ladestelle in Betrieb genommen. Mit der Eröffnung des Haltepunkts Kriebitzsch erhielt die Ladestelle am 10. September 1881 den Namen Kriebitzsch Kohlenbahnhof. Im Jahr 1905 erfolgte die Hochstufung zum Güterbahnhof. 1911 wurde der Stationsname in die bis zuletzt gültige Bezeichnung Kriebitzsch Kohlenbf geändert. Das Datum der Stilllegung des Güterbahnhofs ist nicht bekannt.
Kriebitzsch ⊙

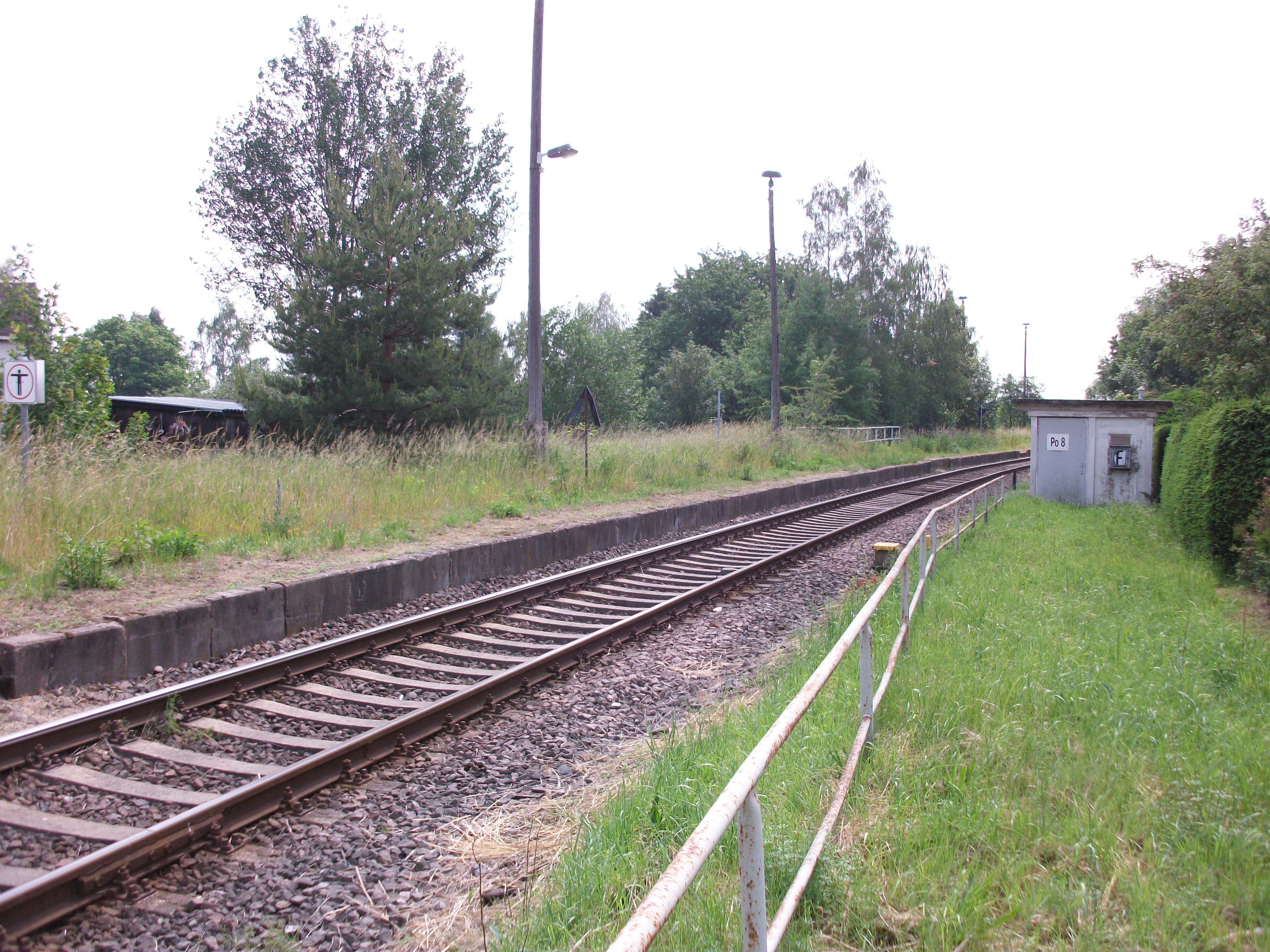
Haltepunkt Kriebitzsch (2019)

Der Haltepunkt Kriebitzsch wurde am 10. September 1881 in Betrieb genommen. Das Empfangsgebäude wurde im Jahr 1912 erbaut. Am 14. Dezember 2002 wurde die Station stillgelegt. Die Hochbauten wurden nach 2004 abgerissen.
Rositz ⊙

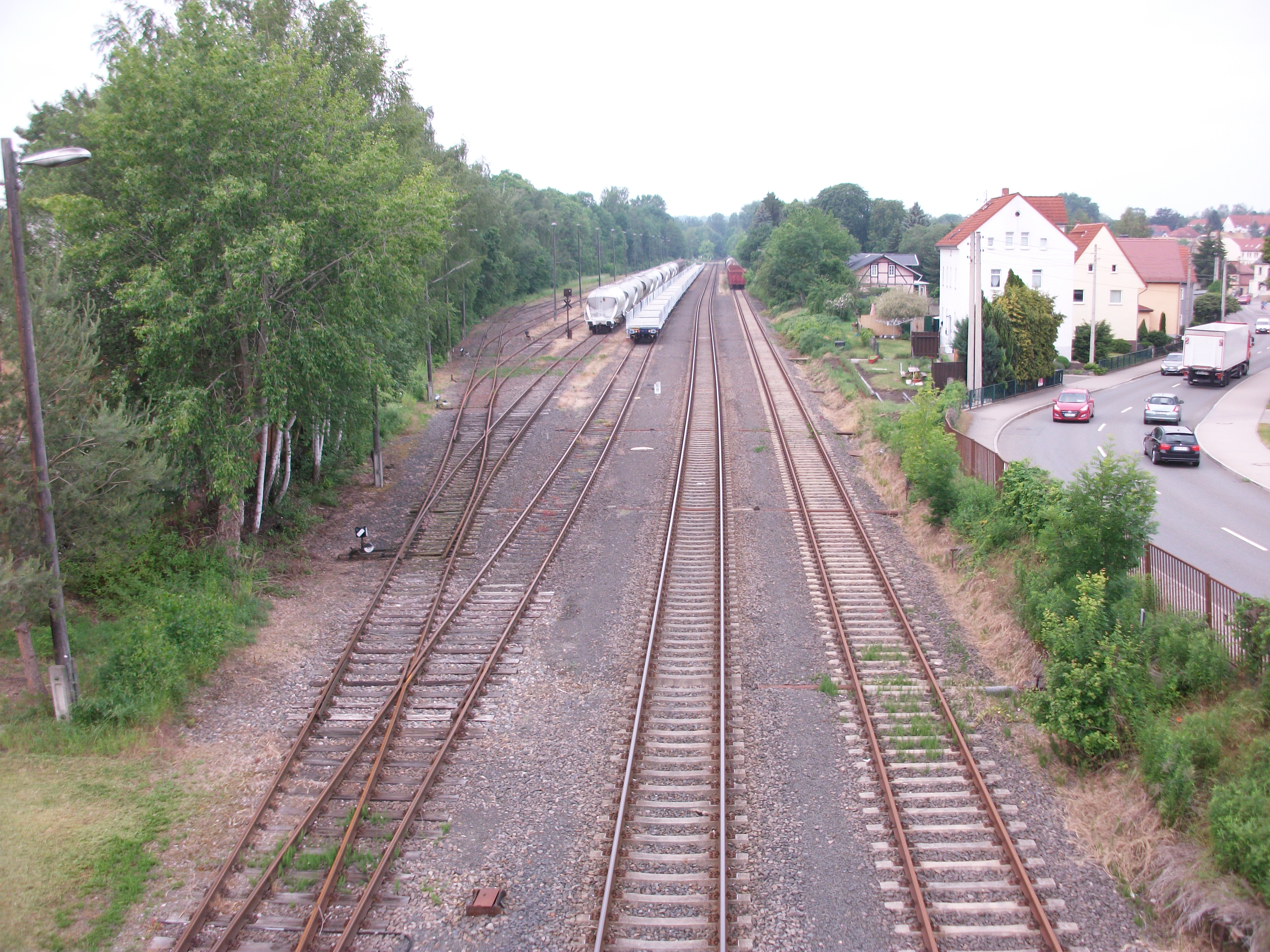
Bahnhof Rositz (2019)

Der Bahnhof Rositz wurde am 19. Juni 1872 eröffnet. Zwischen 1922 und 1953 trug er den Namen Rositz (Thür). Neben dem Empfangsgebäude besaß die Station eine Gleisüberführung, Wohnhäuser für Bahnbedienstete, zwei Stellwerke und ein Anschlussgleis zu den Brikettwerken Zechau. Nachdem das Empfangsgebäude im Jahr 2000 durch Brandstiftung beschädigt wurde, erfolgte im Jahr 2002 der Abriss des Hauses. Am 14. Dezember 2002 wurde der Bahnhof Rositz stillgelegt.
Rositz Teerverarbeitungswerk ⊙
Der Haltepunkt Rositz Teerverarbeitungswerk lag nördlich des 1917 gegründeten Braunkohleveredlungswerks der Deutsche Erdoel-Actiengesellschaft (DEA) in Rositz. Das Eröffnungsdatum der Station ist unbekannt. Am Bahnsteig existierten keine Hochbauten. Der Haltepunkt ging am 14. Dezember 2002 außer Betrieb.
Molbitz ⊙

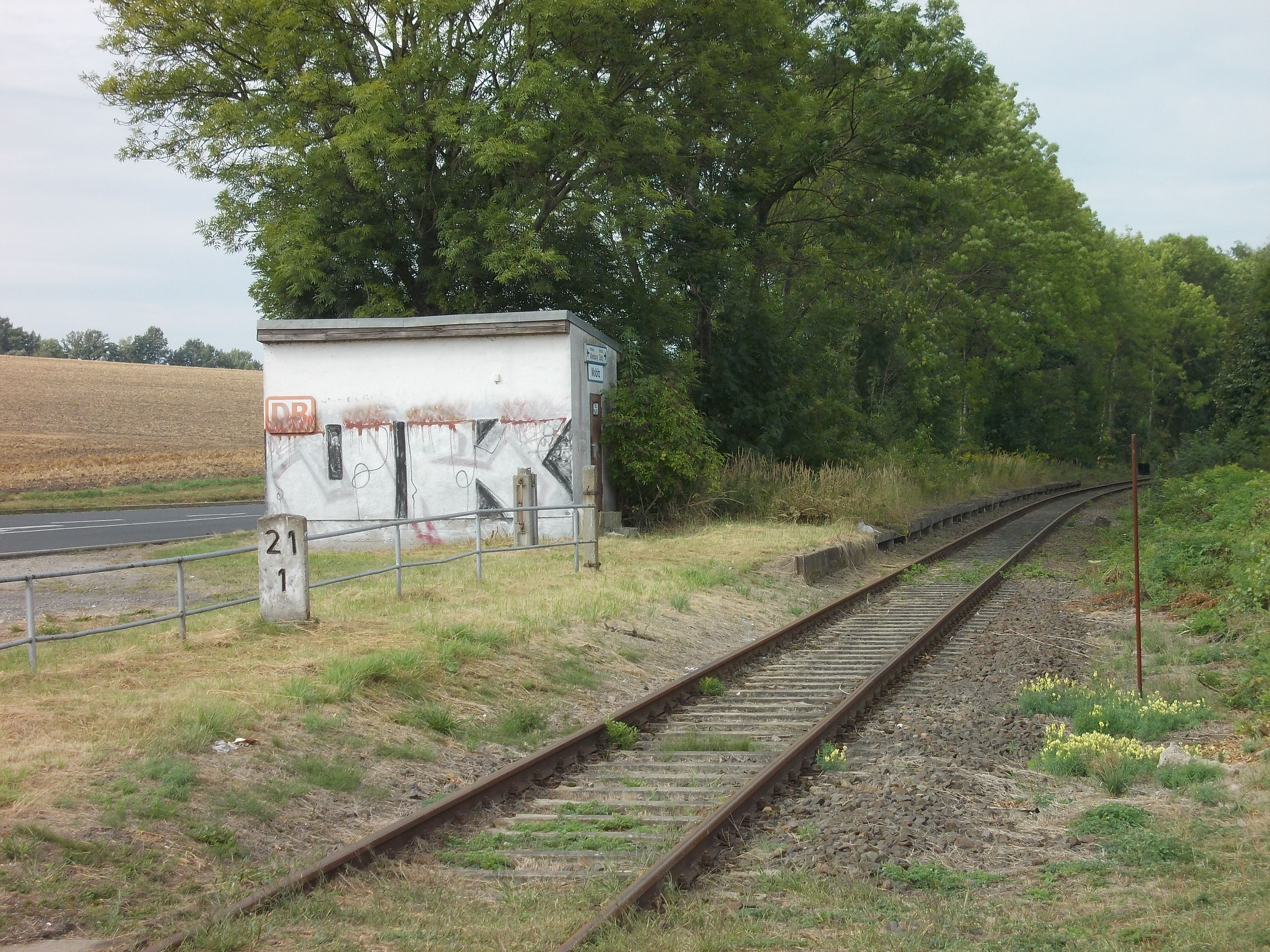
Haltepunkt Molbitz, Wartehalle

Der Haltepunkt Molbitz wurde am 1. Oktober 1899 unter dem Namen Obermolbitz eröffnet. Im Jahr 1952 wurde er in Molbitz umbenannt. Die Station lag südlich der Ortslage Molbitz und besaß lediglich eine massive Wartehalle. Am 14. Dezember 2002 ging die Station außer Betrieb.
Altenburg Nord
⊙

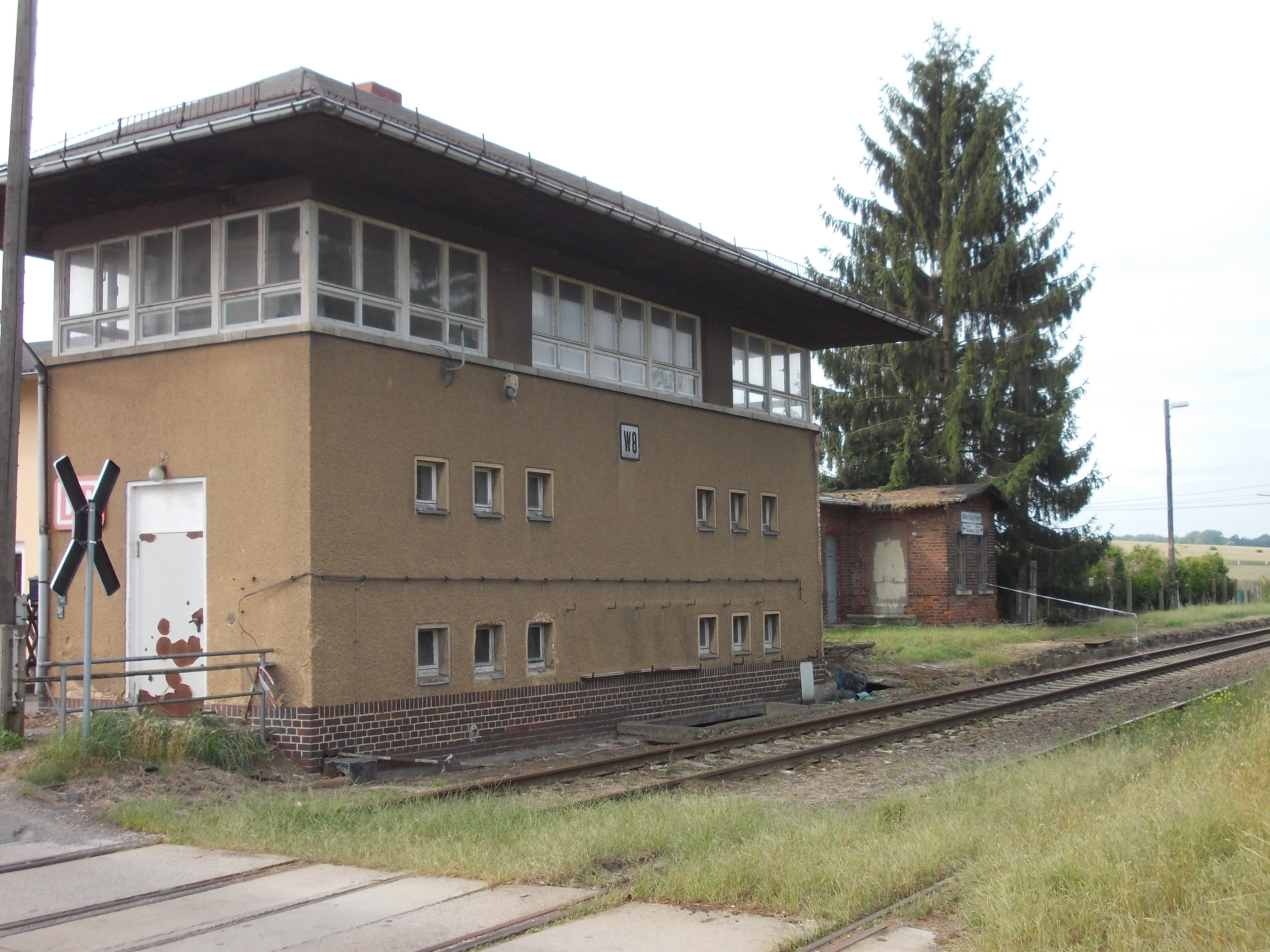
Haltepunkt Altenburg Nord, Stellwerk und Empfangsgebäude

Der Haltepunkt Altenburg Nord wurde am 1. Oktober 1899 unter dem Namen Zschernitzsch eröffnet. Im Jahr 1938 wurde er in Altenburg (Thür) Nord und im Jahr 1953 in Altenburg Nord umbenannt. An Hochbauten existierten an der Station das 1899 erbaute Empfangsgebäude, Wohnhäuser für die Bahnbediensteten und ein Stellwerk, welche alle noch am Standort an der „Oberzetschaer Straße“ im Altenburger Stadtteil Zschernitzsch vorhanden sind. Am 14. Dezember 2002 ging die Station außer Betrieb.
Altenburg-Rasephas ⊙
Der Haltepunkt Altenburg-Rasephas wurde am 22. Juli 1940 unter dem Namen Hasagwerke (Altenburg) eröffnet. Später trug er den Namen Altenburg-Hasag und seit dem 1. Juli 1954 den Namen Altenburg-Rasephas. Die Station lag im Gleisbogen kurz hinter der Trennung der Bahnstrecken nach Zeitz und Leipzig. Sie verfügte als „Verschiebebahnhof Altenburg“ über ein umfangreiches Gleissystem und eine Drehscheibe. Das Empfangsgebäude ist bis in die Gegenwart erhalten geblieben. Am 30. Mai 1999 ging die Station außer Betrieb.
Altenburg ⊙

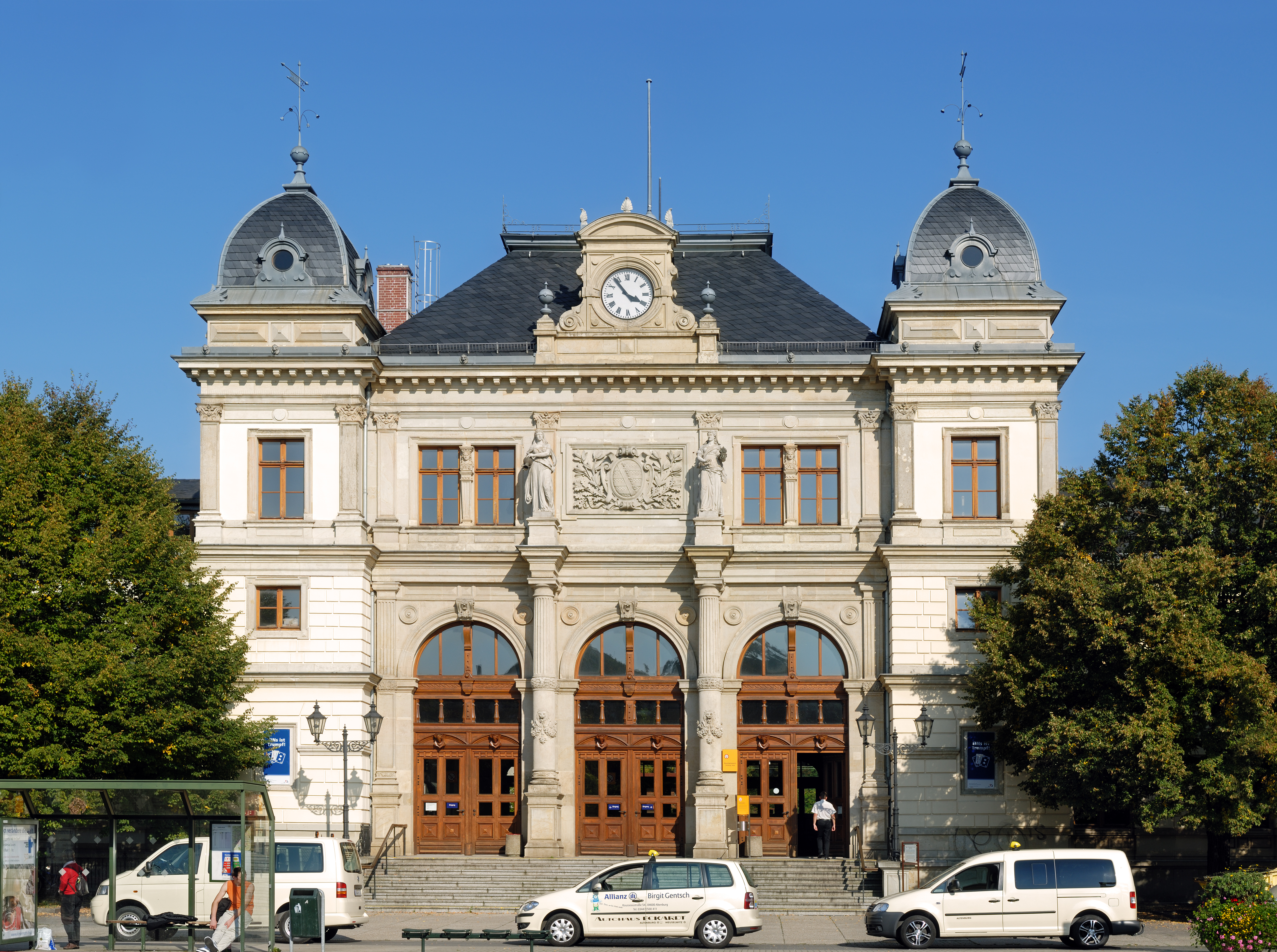
Bahnhof Altenburg

Zunächst war Altenburg ein Kopfbahnhof an der Bahnstrecke Leipzig–Hof, da ein direkter Weiterbau in Richtung Süden mit den damaligen technischen Mitteln nicht möglich war. Stattdessen wurde die Stadt im weiteren Verlauf ursprünglich östlich umfahren. Den Abzweig hatten die Altenburger möglichst stadtnah durchgesetzt, da später mit einer direkten Verbindungskurve einige Züge nicht mehr in Altenburg gehalten hätten. Da sich der Kopfbahnhof an der heutigen Fabrikstraße mehr und mehr zum Betriebshindernis entwickelte, wurde seit 1871 eine Veränderung geplant. Statt einer zunächst angedachten Verbindungskurve erhielt Altenburg einen neuen Bahnhof, der südlich davon liegende Höhenzug wurde mit einem Tunnel unterquert. Der neue Bahnhof wurde nach zweijähriger Bauzeit 1878 fertiggestellt. Der Bahnhof Altenburg trug folgende Namen:
- bis 1936: Altenburg
- bis 1942: Altenburg (Thür)
- bis 1953: Altenburg (Thür) Hbf
- seit 1953: Altenburg

Die in den Jahren 2002 bzw. 1999 stillgelegten Bahnstrecken nach Zeitz und nach Langenleuba-Oberhain zweigten seit 1872 bzw. 1901 im Bahnhof Altenburg ab.

## Fahrzeugeinsatz
Die Strecke war lange Zeit Einsatzgebiet für die Leichttriebwagen der Reihe 172. Hier verkehrten in der Regel Trieb- und Steuerwagen mit Vielfachsteuerung, die kein Umsetzen in den Wendebahnhöfen erforderten. Für den Rumpfbetrieb zwischen Meuselwitz und Altenburg in der zweiten Jahreshälfte 2002 kamen noch Desiros zum Einsatz, die teils über Altenburg hinaus nach Gera durchgebunden waren.
Bis zur Einstellung des Kohletransports zum Mumsdorfer Kohlekraftwerk Ende Januar 2013 verkehrten zwei- bis dreimal täglich Pendelzüge von Profen nach Meuselwitz. Diese Züge wurden bis Juni 2008 mit Baureihe 232 und in Mehrfachtraktion durch Nachschieben bespannt, danach kamen Class 66 von R4C oder Vossloh G 2000 BB zum Einsatz. Da die Güterbahn über den Zeitzer Güterbahnhof und den Abzweig Zangenberg nicht mehr in Betrieb ist, mussten die Kohlenzüge für den nötigen Fahrtrichtungswechsel zum Personenbahnhof und teilweise weiter bis Haynsburg geführt werden. In Meuselwitz erfolgte ein weiterer Fahrtrichtungswechsel über das Anschlussgleis zum Kraftwerk Phönix. Den innerbetrieblichen Werksverkehr übernahmen remotorisierte V 100 der MIBRAG. Zu den Kohlenzügen kam ein zweimal wöchentlich verkehrendes Güterzugpaar zwischen Zeitz Gbf und Meuselwitz, das mit Lokomotiven der Reihen 261 oder 294 bespannt wurde.  Bis zum Hochwasserschaden an der Brücke über die Weiße Elster verkehrte werktags außer samstags ein Zug mit Chemieprodukten aus Richtung Westen über Zeitz Gbf zum Chemie- und Industrieparks Tröglitz. Seit Ende Juni erfolgt dessen Bedienung durch verschiedene Privatbahnen über Altenburg aus Richtung Osten.